# Wayne Dyer (piłkarz)
Wayne Dyer (ur. 24 listopada 1977) – montseracki piłkarz, urodzony w Anglii, reprezentant Montserratu w piłce nożnej.

## Kariera klubowa
Dyer od początku swojej kariery (czyli od 1996 roku) gra w angielskich klubach z szóstych, siódmych, czy ósmych lig

## Kariera reprezentacyjna
Wayne Dyer wystąpił sześć razy w reprezentacji Montserratu. Do tej pory (7 lipca 2012) strzelił w niej jednego gola.